# Frinco
Frinco är en ort och kommun i provinsen Asti i regionen Piemonte i Italien. Kommunen hade 748 invånare (2018).